# 2008 w muzyce
Wydarzenia muzyczne w 2008 roku.

## Wydarzenia

### Koncerty
- 16 stycznia – Within Temptation w warszawskiej Stodole
- 13 lutego – Korn w Warszawie
- 18 i 19 lutego – The Cure w Warszawie i Katowicach[1]
- 19 lutego – Nightwish w Krakowie[2]
- 23 lutego – Animals w Szczecinie
- 5 marca – Chris Botti – Klub Pokład, Gdynia
- 11 marca – Dennis Gonzales feat. Rodrigo Amado – Klub Pokład, Gdynia
- 13 marca – Brad Mehldau, Larry Granadier i Jeff Ballard – Klub Pokład, Gdynia
- 16 marca – Indialucia & Giridhar Udupa – Klub Pokład, Gdynia
- 19 marca – Rihanna w Hali Torwar w Warszawie
- 8 kwietnia – Dhafer Youssef Trio – Klub Pokład, Gdynia
- 11 kwietnia – Serj Tankian w klubie Stodoła, Warszawa
- 17 kwietnia
  - Ajax Otwarcie Festiwalu Afrykamera – Kino LUNA, Warszawa
  - 4Beat6 – Klub Pokład, Gdynia
- 20 kwietnia
  - Manu Delago – Klub Pokład, Gdynia
  - Ajax – Gumowa Róża, Wrocław
- 20, 21 i 23 kwietnia – Katie Melua i Andrea McEwan w Warszawie, Gdańsku i Poznaniu
- 22 kwietnia
  - Koncert zespołu Rey Caballo y Calle Sol w ramach Dni Hiszpańskich w Białymstoku
- 23 i 24 kwietnia – José González i Death Vessel w Poznaniu i Warszawie
- 24, 25 i 27 kwietnia – Ajax w Toruniu, Warszawie i Krakowie
- 27 kwietnia – Al Foster Quintet – Klub Pokład, Gdynia
- 7 maja – Mattafix – Plac Zamkowy, Lublin
- 21 maja – PJ Harvey w Sali Kongresowej w Warszawie
- 28 maja – Metallica na Stadionie Śląskim w Chorzowie
- 26 czerwca – The Police na Stadionie Śląskim w Chorzowie[3]
- 5 lipca – Avril Lavigne w Hali Stulecia we Wrocławiu
- 11 i 12 lipca – Nelly Furtado w Poznaniu (11 VII koncert przerwany z powodu ulewy, przeniesiony na 12 VII)
- 14 lipca – Lou Reed w Sali Kongresowej
- 15 lipca – Manu Chao we Wrocławiu
- 18 lipca – Crowded House w Operze Leśnej w Sopocie
- 20 lipca – The Subways w Jarocinie
- 3 sierpnia – The Stranglers w Kostrzynie nad Odrą w ramach XIV Przystanku Woodstock
- 7 sierpnia – Iron Maiden w Warszawie[4]
- 14 sierpnia – Eric Clapton w Gdyni
- 20 sierpnia – Sigur Rós w Warszawie
- 23 Sierpnia – The Prodigy w Krakowie w ramach Coke Live Music Festival
- 27 sierpnia – Snoop Dogg w Warszawie
- 30 sierpnia – 50 Cent w Gorzowie Wielkopolskim
- 12 września – Goran Bregović oraz Zespół Pieśni i Tańca „Śląsk” w katowickim Spodku
- 29 września – Marillion w Warszawie
- 29 września i 1 października – Leonard Cohen we wrocławskiej Hali Stulecia i na warszawskim Torwarze
- 15 października – Alicia Keys w Warszawskim Torwarze
- 23 października – Fish w Poznaniu
- 9 listopada – Whip i I Am Kloot w katowickim Jazz Klubie Hipnoza, na Wieczorze Muzyki Alternatywnej, w ramach XVII Górnośląskiego Festiwalu Sztuki Kameralnej Ars Cameralis[5]
- 16 listopada – IAMX w warszawskiej Proximie
- 25, 27 i 29 listopada – Electric Light Orchestra we Wrocławiu, Warszawie i Zabrzu
- 28 listopada – Matt Dusk w Warszawie, Klub Palladium
- 1 grudnia – Jean-Michel Jarre w Warszawie

### Festiwale
- 26 stycznia – 2 lutego – XIII Międzynarodowy Konkurs Gitarowy im. Czesława Droździewicza w Krynicy-Zdroju
- 21–24 lutego – XXVII Międzynarodowy Festiwal Piosenki Żeglarskiej Shanties w Krakowie[6]
- 5-9 marca – 44. Wrocławski Festiwal Jazzowy „Jazz nad Odrą”[7]
- 4–13 kwietnia – 29. Przegląd Piosenki Aktorskiej we Wrocławiu[8]
- 10–13 kwietnia – XI Festiwal Folkowy Polskiego Radia „Nowa Tradycja” w Warszawie[9]
- 2-4 maja – Cracovscreenfestival w Krakowie
- 10–17 maja – 47. Muzyczny Festiwal w Łańcucie
- 20–25 maja
  - IV Międzynarodowy Festival Piosenki Carpathia Festival w Rzeszowie
  - XXVII Międzynarodowy Festiwal Muzyki Cerkiewnej „Hajnówka” w Białymstoku
- 22–24 maja – XI Międzynarodowy Festiwal Muzyki Gitarowej w Trzęsaczu
- 24 maja – 1 czerwca – Międzynarodowy festiwal graffiti „Outline Colour Festival” w Łodzi, któremu towarzyszyły koncerty wielu cenionych artystów hiphopowych[10]
- 25-31 maja – VII Międzynarodowy Festiwal „Hajnowskie Dni Muzyki Cerkiewnej” w Hajnówce
- 29-31 maja – I Festiwal Muzyki Filmowej w Krakowie
- 1-8 czerwca – XVIII Międzynarodowy Festiwal Muzyki Sakralnej w Warszawie
- 1 czerwca – 6 lipca – III Ogólnopolski Festiwal Muzyki Organowej i Kameralnej w Komornikach[11]
- 6-7 czerwca – Festiwal Piosenki Rosyjskiej w Zielonej Górze[12]
- 8 czerwca – I Festiwal Orkiestr Dętych Ziemi Sandomierskiej w Chmielowie
- 10–14 czerwca – XXIX Międzynarodowy Dziecięcy Festiwal Piosenki i Tańca – Konin 2008
- 13–15 czerwca
  - XLV Krajowy Festiwal Piosenki Polskiej w Opolu
  - XII Festiwal „A może byśmy tak do Tomaszowa” w Tomaszowie Mazowieckim
- 15 czerwca – I Festiwal Muzyki Elektronicznej w Sokołowie Małopolskim
- 18–22 czerwca – Festiwal Witolda Lutosławskiego – Łańcuch V w Warszawie
- 20–21 czerwca – VI Przeworsk Blues Festiwal[13]
- 26–28 czerwca – Ogólnopolski Festiwal Piosenki Dziecięcej i Młodzieżowej w Chodzieży[14]
- 27–28 czerwca – XI Międzynarodowy Ekumeniczny Festiwal Muzyki Chrześcijańskiej SONG OF SONGS FESTIVAL w Toruniu[15]
- 27–29 czerwca
  - Festiwal Nowa Muzyka w Cieszynie[16]
  - Ogólnopolski Festiwal Piosenki Religijnej „Cantate Deo” w Gliwicach[17]
- 28 czerwca
  - Festiwal Muzyki Niemechanicznej „Around the Rock” w Czerwionce-Leszczynach[18]
  - II Festiwal Muzyki i Piosenki Romskiej w Szczecinie
- 28 czerwca – 6 lipca – 18. Festiwal Kultury Żydowskiej w Krakowie[19]
- 28 czerwca – 30 sierpnia – XIV Międzynarodowy Festiwal Muzyki Organowej w Jędrzejowie
- 30 czerwca – 4 lipca – IV Międzynarodowy Festiwal i Konkurs Gitarowy im. Owena Middletona w Grotnikach
- 1 lipca – 3 sierpnia – VIII Festiwal Ogrody Muzyczne w Warszawie
- 1 lipca – 26 sierpnia – XVIII Międzynarodowy Festiwal Muzyczny w Stalowej Woli-Rozwadowie[20]
- 2 lipca – 17 września – IV Festiwal Filmowy „Kino Niezależne Filmowa Góra” – Zielona Góra, Bielsko-Biała, Tarnów, Zgorzelec, Kostrzyn nad Odrą, Berlin, Biała Cerkiew, Edynburg[21]
- 3 lipca – 9 września – XI Międzynarodowy Festiwal Muzyczny w Mielcu
- 4-6 lipca – Open’er Festival w Gdyni[22]
- 5 lipca – 30 sierpnia – XIV Międzynarodowy Plenerowy Festiwal „Jazz na Starówce”[23]
- 6 lipca – 3 sierpnia – XIII Letni Festiwal Jazzowy w Piwnicy pod Baranami[24]
- 9–13 lipca – SLOT Art Festiwal w Lubiążu[25]
- 10–12 lipca
  - Eko Union of Rock Festival w Węgorzewie[26]
  - Festiwal Młodych Kultur „Rafineria” w Redzie[27]
  - V Festiwal Twórców Polskiej Piosenki we Wrześni
- 11–13 lipca
  - II Ogólnopolski Festiwal Bluesowo-Rockowy imienia Miry Kubasińskiej „Wielki ogień” w Ostrowcu Świętokrzyskim
  - II Silesia Folk & Country Festival w Ustroniu
- 12 lipca
  - XVI Blues Express Festival
  - Festiwal Warhead w Ustce
- 12–13 lipca – XIX Festiwal Kultury Ukraińskiej w Sopocie
- 13 lipca – III Spinacz Festival w Kolbuszowej
- 14–19 lipca
  - VII „Brunonalia” w Klimontowie
  - 3. Festiwal Muzyki i Tradycji Klezmerskiej w Kazimierzu Dolnym
- 14–27 lipca – 38. Festiwal Artystyczny Młodzieży Akademickiej w Świnoujściu[28]
- 18–19 lipca
  - Suwałki Blues Festival
  - XIX Festiwal Młodej Białorusi „Basowiszcza” w Gródku
  - XII Międzynarodowy Festiwal Piosenki i Kultury Romów w Glinojecku
- 18–20 lipca – Jarocin Festival 2008 w Jarocinie[29]
- 18–23 lipca – XIV Światowy Festiwal Polonijnych Zespołów Folklorystycznych w Rzeszowie
- 19–27 lipca – IX Międzynarodowy Festiwal Bachowski w Świdnicy[30]
- 20–26 lipca – IV Polish Boogie Festival w Człuchowie
- 25–26 lipca – I Festiwal Folkowy „Kaszebe Folk-Rock” w Kościerzynie
- 25–27 lipca – Festiwal Szanty w Sandomierzu
- 25–29 lipca – 6. Fląder Pop Festiwal w Gdańsku[31]
- 26–27 lipca – Tyski Festiwal Muzyczny im. Ryśka Riedla „Ku Przestrodze”[32]
- 29 lipca – 3 sierpnia – XIV Międzynarodowy Festiwal Folkloru – Brusy, Bytów, Charzykowy, Chojnice, Kościerzyna, Wiele
- 1–2 sierpnia – Festival „Beach Party” w Gdyni[33]
- 1-3 sierpnia – XIV Przystanek Woodstock
- 2-3 sierpnia – Festiwal Piosenki Żeglarskiej w Polańczyku
- 2–10 sierpnia – 45. Tydzień Kultury Beskidzkiej[34]
- 8-9 sierpnia – Sopot Hit Festiwal
- 8–10 sierpnia
  - XXXVIII Międzynarodowy Festiwal Jazzu Tradycyjnego „Old Jazz Meeting – Złota Tarka” w Iławie[35]
  - XIV Festiwal Kultury Kresowej w Mrągowie
  - Off Festival w Mysłowicach
- 9–23 sierpnia – Europejski Festiwal im. Jana Kiepury w Krynicy-Zdroju[36]
- 14–17 sierpnia – Ostróda Reggae Festival[37]
- 15–20 sierpnia – IV Międzynarodowy Festiwal Muzyczny SACRUM – NON PROFANUM w Trzęsaczu[38]
- 15 sierpnia – 5 października – XVIII Festiwal – Muzyka w Sandomierzu 2008
- 16 sierpnia – 17 sierpnia – Drugi Rock nad Bałtykiem MECH-DAY Kołobrzeg[39]
- 17–24 sierpnia – XVI Międzynarodowy Festiwal Muzyki Dawnej w Jarosławiu[40]
- 19–27 sierpnia – XXXVII Międzynarodowy Festiwal Folkloru Ziem Górskich w Zakopanem[41]
- 22 sierpnia – II Breakout Festiwal w Cieszanowie[42]
- 22–23 sierpnia
  - III Coke Live Music Festival w Krakowie[43]
  - X Reggae Dub Festival w Bielawie
  - Boogie Brain Festival w Szczecinie[44]
- 23–24 sierpnia – 45. Międzynarodowy Sopot Festival 2008
- 23–24 sierpnia – 1. Międzynarodowy Festiwal Muzyki Folkowej w Pszczynie
- 27-31 sierpnia – Międzynarodowy Festiwal Harmonijki Ustnej „HARMONICA BRIDGE” w Bydgoszczy i Toruniu
- 30-31 sierpnia – I Festiwal Piosenki Żeglarskiej „Nowy Brzeg – Nowa Fala” w Tarnobrzegu
- 4–14 września – 43. Międzynarodowy Festiwal Wratislavia Cantans we Wrocławiu
- 5-7 września – Festiwal Euroszanty & Folk w Sosnowcu
- 6 września – Ino-Rock Festival w Inowrocławiu[45]
- 13 września – 9. Festiwal Satyrblues w Tarnobrzegu[46]
- 19–27 września – 51. Międzynarodowy Festiwal Muzyki Współczesnej „Warszawska Jesień”[47]
- 19 września – 27 października – Avant Music Festival we Wrocławiu[48]
- 27–28 września – Festiwal Sztuk Przestrzennych Józefa Skrzeka SCHODY DO NIEBA w Chorzowie
- 27 września – 5 października – III Festiwal Muzyki Oratoryjnej w Gostyniu[49]
- 1-5 października – XII Międzynarodowy Festiwal Kwartetów Smyczkowych w Radomiu
- 4 października – 28. Rawa Blues Festival w Katowicach[50]
- 4-9 października – „Korowód” – Festiwal Twórczości Marka Grechuty w Krakowie[51]
- 9–12 października – 17. Festiwal Polskich Wideoklipów Yach Film[52]
- 13–19 października – 44. Studencki Festiwal Piosenki w Krakowie[53]
- 17–18 października – 4. FreeFormFestival w warszawskiej Fabryce Trzciny[54]
- 25 października – XVII Festiwal Muzyki Bluesowej BLUESADA w Szczecinie
- 29 października – 7 grudnia – 50. Międzynarodowy Festiwal Jazzowy Jazz Jamboree
- 8 listopada – 7 grudnia – XVIII Festiwal Muzyki Dawnej w Zamku Królewskim w Warszawie
- 20–23 listopada – Festiwal Piosenki Francuskiej „CHANTONS Á” we Wrocławiu
- 28–30 listopada – 35. Międzynarodowy Festiwal Pianistów Jazzowych w Kaliszu[55]
- 8 grudnia – IV GO Rock w Stalowej Woli[56]
- 14–21 grudnia – I Międzynarodowy Konkurs Wiolonczelowy im. Krzysztofa Pendereckiego w Krakowie[57]
- 27-30 grudnia – II Festiwal Metropolia jest Okey! w Trójmieście[58]

### Inne
- reaktywacja zespołu Kazik na Żywo
- reaktywacja zespołu New Kids On The Block
- reaktywacja zespołu Wanda i Banda
- 2 maja grupa zespołowa Grammatik zakończyła swoją karierę muzyczną
- założenie zespołu Nordica z Katowic
- założenie zespołu Tormentia z Brzeska
- założenie zespołu Dutch Uncles z Marple[59]

## Urodzili się
- 17 stycznia – Notti Osama, właśc. Ethan Reyes, amerykański raper i autor tekstów (zm. 2022)
- 12 marca – Emma Kok, holenderska piosenkarka
- 30 marca – Feliks Matecki, polski aktor i muzyk
- 21 kwietnia – Hyein, południowokoreańska piosenkarka i była modelka dziecięca
- 10 czerwca – Sara James, polska piosenkarka pochodzenia nigeryjskiego
- 15 czerwca – Tuki, japońska piosenkarka i autorka tekstów
- 17 czerwca – Emma Gunnarsen, norweska piosenkarka
- 28 czerwca – Rainy, japońska piosenkarka, autorka tekstów i była modelka
- 8 lipca – Ako Yumigeta, japońska piosenkarka
- 11 sierpnia – Levi Díaz, hiszpański piosenkarz
- 26 sierpnia – Phatiah, nigeryjska piosenkarka i autorka tekstów
- 14 września – MC Abdul, palestyński raper
- 3 października – Karolina Procenko, ukraińska skrzypaczka
- 20 października – Felipe Rubini, urugwajski muzyk, pianista i kompozytor
- 1 grudnia – Ella Gross, amerykańska piosenkarka, modelka i aktorka, członkini zespołu Meovv

## Zmarli
- 1 stycznia – Wanda Sieradzka de Ruig, polska dziennikarka, tłumaczka, poetka, autorka tekstów piosenek i scenariuszy telewizyjnych (ur. 1923)
- 3 stycznia
  - Krzysztof Ciepliński, polski muzyk, gitarzysta, wokalista, specjalista od skrzypiec i instrumentów strunowych (ur. 1952)
  - O.G. Style, właśc. Eric Woods, amerykański raper (ur. 1970)
- 11 stycznia – Henryk Alber, polski gitarzysta, kompozytor, aranżer (ur. 1948)
- 19 stycznia – Trevor Taylor, jamajsko-niemiecki wokalista zespołu Bad Boys Blue (ur. 1958)
- 22 stycznia – Ștefan Niculescu, rumuński kompozytor i pedagog muzyczny (ur. 1927)
- 29 stycznia – Margaret Truman, amerykańska piosenkarka, a następnie pisarka (ur. 1924)
- 31 stycznia
  - Giorgio Tadeo, włoski śpiewak operowy (bas) (ur. 1929)
  - Jan Ferdynand Tkaczyk, polski pedagog muzyczny, dyrygent i kierownik artystyczny Zespołu Pieśni i Tańca Politechniki Warszawskiej (ur. 1925)
- 4 lutego – Tata Güines, kubański muzyk (ur. 1930)
- 7 lutego – Sławomir Kulpowicz, polski pianista, kompozytor i producent jazzowy (ur. 1952)
- 10 lutego – Inga Nielsen, duńska śpiewaczka operowa (sopran) (ur. 1946)
- 13 lutego – Henri Salvador, francuski piosenkarz, kompozytor jazzowy (ur. 1917)
- 14 lutego – Ryszarda Racewicz, polska śpiewaczka operowa (mezzosopran) (ur. 1945)
- 16 lutego – Lesław Wacławik, polski śpiewak operowy (tenor) (ur. 1922)
- 17 lutego – Edwin Rymarz, polski kompozytor, organista, pedagog (ur. 1936)
- 18 lutego – Henrique de Curitiba, brazylijski kompozytor pochodzenia polskiego (ur. 1934)
- 19 lutego – Teo Macero, amerykański kompozytor, saksofonista i producent muzyczny (ur. 1925)
- 21 lutego – Joe Gibbs, właśc. Joel Gibson, jamajski producent reggae (ur. 1943)
- 22 lutego – Nunzio Gallo, włoski piosenkarz i aktor (ur. 1928)
- 23 lutego – Marek Winiarski, polski gitarzysta, jeden z założycieli grupy Bajm (ur. 1955)
- 26 lutego – Buddy Miles, amerykański perkusista, współzałożyciel zespołu Band of Gypsys (ur. 1947)
- 27 lutego – Ivan Rebroff, niemiecki śpiewak (ur. 1931)
- 1 marca
  - Karol Anbild, polski kompozytor, dyrektor Filharmonii Świętokrzyskiej (ur. 1925)
  - Cezary Czternastek, polski muzyk bluesowy, skrzypek, pianista, gitarzysta, wokalista oraz autor tekstów (ur. 1962)
- 2 marca – Jeff Healey, kanadyjski gitarzysta bluesowy i jazzowy (ur. 1966)
- 3 marca – Giuseppe Di Stefano, włoski śpiewak (tenor) (ur. 1921)
- 9 marca – Zygmunt Szpaderski, polski skrzypek, producent instrumentów perkusyjnych (ur. 1914)
- 10 marca – Jerzy Wójcik, polski dyrektor artystyczny ZPiT „Śląsk” (ur. 1933)
- 17 marca – Ola Brunkert, szwedzki perkusista sesyjny grupy ABBA (ur. 1946)
- 18 marca
  - Marta Martelińska, polska piosenkarka i aktorka (ur. 1949)
  - Mia Permanto, fińska piosenkarka (ur. 1988)
- 22 marca – Cachao López, kubański pionier muzyki w stylu mambo (ur. 1918)
- 24 marca – Janusz Kosiński, polski dziennikarz muzyczny (ur. 1944)
- 8 kwietnia – Cedella Booker, jamajska piosenkarka i pisarka (ur. 1926)
- 17 kwietnia – Danny Federici, amerykański klawiszowiec znany z grupy E Street Band i współpracy z Bruce’em Springsteenem (ur. 1950)
- 24 kwietnia – Jimmy Giuffre, amerykański klarnecista i saksofonista jazzowy (ur. 1921)
- 25 kwietnia – Humphrey Lyttelton, brytyjski trębacz i klarnecista jazzowy oraz dziennikarz muzyczny (ur. 1921)
- 26 kwietnia – Henry Brant, amerykański kompozytor muzyki poważnej (ur. 1913)
- 27 kwietnia – Marios Tokas, cypryjski i grecki kompozytor, pianista, gitarzysta, wokalista, twórca muzyki filmowej i teatralnej (ur. 1954)
- 29 kwietnia – Eta Tyrmand, białoruska kompozytorka (ur. 1917)[60]
- 2 maja – Wojciech Dzieduszycki, polski tenor, artysta kabaretowy (ur. 1912)
- 10 maja – Leyla Gencer, turecka śpiewaczka operowa (sopran) (ur. 1928)
- 11 maja – John Rutsey, kanadyjski perkusista, założyciel i członek grupy Rush w latach 1969–1974 (ur. 1953)
- 21 maja – Michelle Meldrum, amerykańska gitarzystka, jedna z założycielek wyłącznie kobiecego zespołu heavymetalowego Phantom Blue (ur. 1968)
- 2 czerwca – Bo Diddley, afroamerykański muzyk, śpiewak, skrzypek i gitarzysta (ur. 1928)
- 7 czerwca – Jacek Targosz, polski teoretyk muzyki, pedagog (ur. 1936)
- 8 czerwca – Šaban Bajramović, serbski piosenkarz pochodzenia romskiego (ur. 1936)
- 14 czerwca – Esbjoern Svensson, szwedzki pianista jazzowy (ur. 1964)
- 17 czerwca – Cyd Charisse, amerykańska aktorka i tancerka (ur. 1922)
- 19 czerwca – Antonio Bibalo, norweski kompozytor pochodzenia włoskiego (ur. 1922)
- 1 lipca – Mel Galley, brytyjski gitarzysta Whitesnake (ur. 1948)
- 16 lipca – Jo Stafford, amerykańska piosenkarka (ur. 1917)
- 24 lipca
  - Norman Dello Joio, amerykański kompozytor, organista i pedagog (ur. 1913)
  - Marian Porębski, polski śpiewak operowy (tenor) (ur. 1910)
- 26 lipca – Grace Hoffman, amerykańska śpiewaczka operowa (mezzosopran) (ur. 1925)
- 27 lipca – Horst Stein, niemiecki dyrygent (ur. 1928)
- 3 sierpnia – Włodzimierz Gołobów, polski śpiewak (bas) (ur. 1927)
- 5 sierpnia – Robert Hazard, amerykański piosenkarz, gitarzysta i kompozytor (ur. 1948)
- 12 sierpnia
  - Donald Erb, amerykański kompozytor (ur. 1927)
  - Halina Wyrodek, polska aktorka, piosenkarka (ur. 1946)
- 13 sierpnia – Jan Karoń, polski skrzypek, artysta lutnik, współzałożyciel Stowarzyszenia Polskich Artystów Lutników (ur. 1919)
- 16 sierpnia – Johnny Moore, jamajski trębacz, muzyk sesyjny, współzałożyciel i wieloletni członek zespołu The Skatalites (ur. 1938)
- 19 sierpnia – LeRoi Moore, amerykański saksofonista Dave Matthews Band (ur. 1961)
- 20 sierpnia – Ryszard Arning, polski śpiewak operowy (bas-baryton) (ur. 1940)
- 25 sierpnia – Josef Tal, izraelski pianista, kompozytor, profesor muzyki (ur. 1910)
- 31 sierpnia – Jerry Reed, amerykański gitarzysta i aktor (ur. 1937)
- 3 września – Géo Voumard, szwajcarski pianista jazzowy (ur. 1920)
- 8 września – Hector Zazou, francuski kompozytor, multiinstrumentalista i producent muzyczny (ur. 1948)
- 10 września – Vernon Handley, brytyjski dyrygent (ur. 1930)
- 12 września – Janusz Hajdun, polski pianista i kompozytor (ur. 1935)
- 15 września – Richard Wright, brytyjski progresywny muzyk rockowy grający na instrumentach klawiszowych, dętych, a także wiolonczeli i skrzypcach (Pink Floyd) (ur. 1943)
- 16 września
  - Tadeusz Golachowski, polski saksofonista jazzowy i rozrywkowy, aranżer, stroiciel fortepianów (ur. 1954)
  - Norman Whitfield, amerykański muzyk, kompozytor i producent (ur. 1940)
- 18 września – Mauricio Kagel, argentyńsko-niemiecki kompozytor, dyrygent, librecista i reżyser (ur. 1931)
- 20 września – Tasim Hoshafi, albański muzyk i kompozytor (ur. 1928)
- 25 września – Horațiu Rădulescu, rumuński kompozytor (ur. 1942)
- 26 września – Paul Newman, amerykański aktor, kompozytor (ur. 1925)
- 27 września – Krystyna Moszumańska-Nazar, polska kompozytorka (ur. 1924)
- 3 października – Aurel Stroe, rumuński kompozytor (ur. 1932)
- 4 października – Emil Kowalski, polski klarnecista i saksofonista jazzowy, aranżer, leader (ur. 1955)
- 9 października – Gidget Gein, amerykański basista zespołu Marilyn Manson (ur. 1969)
- 11 października – Neal Hefti, amerykański trębacz i kompozytor jazzowy (ur. 1922)
- 13 października – Wiesław Kiser, polski dyrygent, kompozytor, popularyzator muzyki i publicysta muzyczny (ur. 1937)
- 18 października – Dee Dee Warwick, amerykańska wokalistka soulowa (ur. 1945)
- 19 października – Gianni Raimondi, włoski śpiewak operowy (tenor) (ur. 1923)
- 25 października – Muslim Magomajew, azerski śpiewak operowy (baryton) (ur. 1942)
- 28 października – Witold Pograniczny, polski dziennikarz muzyczny (ur. 1940)
- 1 listopada
  - Nathaniel Mayer, amerykański muzyk śpiewający piosenki rhythm and blues (ur. 1944)
  - Yma Súmac, amerykańska piosenkarka i aktorka pochodzenia peruwiańskiego (ur. 1922)
- 3 listopada – Jean Fournet, francuski dyrygent (ur. 1913)
- 10 listopada – Miriam Makeba, południowoafrykańska piosenkarka (ur. 1932)
- 12 listopada
  - Mitch Mitchell, angielski perkusista, członek zespołów The Jimi Hendrix Experience i Gypsy Sun and Rainbows (ur. 1947)
  - Serge Nigg, francuski kompozytor (ur. 1924)
- 15 listopada – Christel Goltz, niemiecka śpiewaczka operowa (sopran) (ur. 1912)
- 24 listopada – Michael Lee, angielski perkusista (ur. 1969)
- 30 listopada – Aleksander Mendyk, gitarzysta polskiego zespołu Acid Drinkers (ur. 1979)
- 2 grudnia
  - Renato de Grandis, włoski kompozytor (ur. 1927)
  - Odetta Holmes, afroamerykańska piosenkarka folkowa, także gitarzystka, keyboardzistka i autorka tekstów piosenek (ur. 1930)
- 5 grudnia – Anca Parghel, rumuńska wokalistka, pianistka, kompozytorka jazzowa oraz nauczycielka muzyki (ur. 1957)
- 6 grudnia – Piotr Janowski, polski skrzypek (ur. 1951)
- 16 grudnia – Harold Gramatges, kubański kompozytor (ur. 1918)
- 18 grudnia – Joachim Olkuśnik, polski kompozytor i publicysta (ur. 1927)
- 25 grudnia – Eartha Kitt, amerykańska aktorka, piosenkarka, gwiazda kabaretowa (ur. 1927)
- 27 grudnia – Delaney Bramlett, amerykański wokalista, muzyk i producent muzyczny (ur. 1939)
- 29 grudnia – Freddie Hubbard, amerykański trębacz jazzowy (ur. 1938)

## Debiuty
- Adele
- Aleksandra Kwaśniewska & The Belgian Sweets
- Bonaparte[61]
- Cimorelli
- Czesław Śpiewa
- Danny
- Demi Lovato
- Duffy
- Estelle
- Flo-Rida
- H Two O
- Housse de Racket[62]
- Iwona Węgrowska
- Iza Lach
- Jay Sean
- Julia Marcell
- Katy Perry
- L.Stadt
- Lady Gaga
- Lilu
- Manchester
- Marika
- Matt Pokora
- Miley Cyrus
- Natalia Lesz
- Nefer
- Out of Tune
- Pawilon
- Pectus
- Renton
- Rh+
- Sylwia Grzeszczak
- The Script
- Video
- Votum

## Albumy

### Polskie

#### Styczeń
- 8 stycznia – Gwiazdy polskiej muzyki lat 80. – różni wykonawcy
- 18 stycznia – Alchemia – Pink Freud
- 21 stycznia – Trójka Live! – Lady Pank
- 25 stycznia – Same dobre wiadomości – DiM
- 26 stycznia – Na wszystkich frontach świata – Siekiera

#### Luty
- 1 lutego – Męska muzyka – Wojciech Waglewski, Fisz, Emade
- 2 lutego – Prawie proste piosenki – Big Day
- 4 lutego – Morphosis – Hate
- 6 lutego – Deep Hans – Pięć Dwa Dębiec
- 15 lutego – Snukraina – Farben Lehre
- 21 lutego – 1984 – Siekiera
- 22 lutego
  - Gospel – Lao Che
  - Ja tu tylko sprzątam – O.S.T.R.
  - Miłość jak dynamit – Sztywny Pal Azji
- 25 lutego – Jacka Skubikowskiego imieniny polskiej piosenki – różni wykonawcy
- 29 lutego – L.Stadt – L.Stadt

#### Marzec
- 3 marca
  - You Can Dance – DJ Remo
  - Spaleni innym słońcem – 2cztery7
  - Luna – Tomasz Budzyński
- 7 marca – Retromantik – Pawilon
- 10 marca – dementi – 2Tm2,3
- 17 marca – Reklamy na niebie – Leniwiec
- 21 marca – Matematyk – Homo Twist
- 24 marca – Video gra – Video
- 31 marca – Fire – Marek Biliński

#### Kwiecień
- 1 kwietnia – Szambo i perfumeria – Big Cyc
- 7 kwietnia – Debiut – Czesław Śpiewa
- 11 kwietnia
  - Natalia Lesz – Natalia Lesz[63]
  - Andrzej Piaseczny – 15 dni
- 14 kwietnia – Zapach wyjścia – Variété
- 18 kwietnia – Before I’ll Die... – Blog 27
- 25 kwietnia – Te 30. urodziny – różni wykonawcy
- 28 kwietnia
  - Yesterday Is a Friend – Believe
  - XXX-lecie, Akustycznie – KSU

#### Maj
- 5 maja
  - Extrim – Krzak
  - Take-Off – Renton
- 12 maja – Jest cudnie – Maryla Rodowicz
- 16 maja – Puchowe kołysanki – Justyna Steczkowska
- 19 maja – Black River – Black River
- 30 maja – Spiżowy krzyk – Czesław Niemen

#### Czerwiec
- 1 czerwca – Minimax pl 5 – różni wykonawcy
- 6 czerwca – 24h – Formacja Nieżywych Schabuff
- 13 czerwca – Przed świtem – Lidia Kopania
- 16 czerwca – W spodniach czy w sukience? – Ania Dąbrowska
- 19 czerwca – Ścieżka dźwiękowa – Tede
- 23 czerwca
  - El Polako – Donguralesko
  - Wyspiański wyzwala – różni wykonawcy

#### Lipiec
- 7 lipca – Verses of Steel – Acid Drinkers
- 14 lipca – Hope to See Another Day Live – Believe

#### Sierpień
- 14 sierpnia – D.A.N.C.E. – Kombii
- 22 sierpnia
  - Out of Tune – Out of Tune
  - Plenty – Marika
- 29 sierpnia – Muzykoplastyka – PIN

#### Wrzesień
- 1 września
  - aka flyrock – RSC
  - Lekcja historii – The Bill
  - W hołdzie Tadeuszowi Nalepie – różni wykonawcy
- 4 września – Mixtape Vol. 4 – DJ Decks
- 6 września – Już czas – Iza Lach
- 19 września – Panasewicz – Janusz Panasewicz
- 21 września – 21 gramów – Marcin Styczeń
- 22 września – Zimny dom – Totentanz
- 23 września – Start – Rh+
- 26 września – Madame Castro – Püdelsi

#### Październik
- 3 października
  - Ostatni Poziom Kontroli – AbradAb
  - Cały ten świat – Masala
  - Urban Discotheque – Jamal
- 11 października – Zestaw do samobójstwa – Anti Dread
- 14 października – Nasza Niepodległa – różni wykonawcy
- 17 października – Koniec kryzysu – Pustki
- 24 października – Miasto nic – Janusz Zdunek / Marienburg
- 31 października – Unisono – Kasia Wilk

#### Listopad
- 3 listopada
  - Siesta 4: muzyka świata – różni wykonawcy[64][65]
  - Z miłości do strun – Banda i Wanda
- 10 listopada
  - Połącz kropki – Afro Kolektyw
  - Hipertrofia – Coma
  - Antepenultimate – Kasia Kowalska
- 17 listopada
  - Raj – Jacek Bończyk, Mirosław Czyżykiewicz, Hadrian Filip Tabęcki[66]
  - Twarzą w twarz – Zabili Mi Żółwia
- 18 listopada – Martwy kabaret – Made in Poland
- 21 listopada
  - P-ń X – Pięć Dwa Dębiec
  - Ona i on – Sylwia Grzeszczak i Liber
- 24 listopada – Teoria konspiracji – Frontside
- 28 listopada
  - Osiecka – Katarzyna Nosowska
  - Wszystkie covery świata – różni wykonawcy

#### Grudzień
- 1 grudnia – Silny Kazik pod wezwaniem – Kazik Staszewski
- 13 grudnia
  - Ósmy obcy pasażer – Ich Troje
  - W hołdzie Solidarności – Drogi do wolności – Lombard
- 20 grudnia – Ty przecież wiesz co – Sokół feat. Pono

#### Bez dokładnej daty
- Prowadź mnie ulico vol. 5 – album kompilacyjny
- Tribute to Ramzes & The Hooligans – tribute album
- Tribute to Rezystencja – tribute album

### Pozostałe

#### Styczeń
- 1 stycznia – Guilty – Ayumi Hamasaki
- 25 stycznia – Captain Morgan’s Revenge – Alestorm
- 27 stycznia – The Face – BoA Kwon
- 28 stycznia
  - Spirit – Leona Lewis
  - Scream, Aim, Fire – Bullet for My Valentine
  - Psychedelices – Alizee
- 29 stycznia – The Bedlam in Goliath – The Mars Volta

#### Luty
- 4 lutego
  - Dive Deep – Morcheeba
  - It Is Time for a Love Revolution – Lenny Kravitz[67]
- 5 lutego – Shots Fired – D-Block[68]
- 11 lutego
  - Alas, I Cannot Swim – Laura Marling[69]
  - Growing Pains – Mary J. Blige
  - Thriller – 25th Anniversary Edition – Michael Jackson
  - Simple Plan – Simple Plan
- 18 lutego
  - Unlocked – Danzel
  - Dreaming Out Loud – OneRepublic
- 25 lutego – Discipline – Janet Jackson[70]

#### Marzec
- 2 marca – Ghosts I–IV – Nine Inch Nails
- 3 marca
  - The Hits – Kelis[71]
  - The Boy Bands Have Won – Chumbawamba
  - Heart Beats – Danny
  - Intoxication – Shaggy
- 10 marca – eXclusive – Chris Brown
- 17 marca
  - Symphony – Sarah Brightman[72]
  - Mail on Sunday – Flo Rida
  - Welcome to the Dollhouse – Danity Kane (USA)[73]
- 18 marca – Silverback Gorilla – Sheek Louch[74]
- 24 marca – Ego Trippin’ – Snoop Dogg (UK)[75]
- 25 marca – Pretty. Odd. – Panic! at the Disco
- 31 marca
  - Last Night – Moby
  - Keef el Amar – Amal Hijazi
  - Yael Naim – Ja’el Na’im[76]

#### Kwiecień
- 7 kwietnia
  - Rockferry – Duffy
  - When Angels and Serpents Dance – P.O.D.
- 14 kwietnia
  - E = MC² – Mariah Carey
  - Euphoria – Alex C
  - I Am Kloot Play Moolah Rouge – I Am Kloot
  - Konk – The Kooks[77]
- 21 kwietnia – Imagine – Armin van Buuren
- 22 kwietnia – A Song for You – Bizzy Bone[78]
- 28 kwietnia
  - Hard Candy – Madonna
  - Third – Portishead
  - Wash My World – Laurent Wolf

#### Maj
- 5 maja – The Slip – Nine Inch Nails
- 6 maja – Awake Live – Josh Groban
- 12 maja
  - Somewhere Back in Time: The Best of: 1980–1989 – Iron Maiden
  - Piece of My Soul – Garou
- 19 maja
  - Anywhere I Lay My Head – Scarlett Johansson
  - Kingdom Falls – Nate James
- 27 maja – Goon Musik – Dame Grease[79]

#### Czerwiec
- 3 czerwca – O tiebie – Assol
- 10 czerwca – Tha Carter III – Lil’ Wayne
- 12 czerwca – Viva la Vida or Death and All His Friends – Coldplay
- 20 czerwca – Forever – Milk Inc.
- 26 czerwca – Með suð í eyrum við spilum endalaust – Sigur Rós

#### Lipiec
- 4 lipca – Habibi Ana – Haifa Wehbe
- 11 lipca – Now You’re Gone – The Album – Basshunter
- 17 lipca – Am Bemzah Ma'ak – Najwa Karam

#### Sierpień
- 19 sierpnia
  - Cold Case Files – Onyx[80]
  - The Fame – Lady Gaga
  - Raw Footage – Ice Cube
- 26 sierpnia – L.A.X. – Game[81]

#### Wrzesień
- 22 września – Doll Domination – The Pussycat Dolls
- 25 września – La vârsta de 5 ani – Cleopatra Stratan

#### Październik
- 13 października – Ztrácíš – Marek Ztracený
- 20 października
  - Black Ice – AC/DC
  - King of Pop – Michael Jackson
- 21 października – Veselye Ulybki – t.A.T.u.
- 26 października – Funhouse – Pink

#### Listopad
- 10 listopada – Keeps Gettin’ Better – A Decade of Hits – Christina Aguilera
- 14 listopada
  - Tinnitus Sanctus – Edguy
  - Live in Warsaw – IAMX
- 18 listopada – Dark Horse – Nickelback
- 23 listopada – Chinese Democracy – Guns N’ Roses

#### Grudzień
- 1 grudnia – A Collection – Josh Groban
- 2 grudnia – Circus – Britney Spears

## Muzyka poważna
- Camerata Vistula, Konstanty Andrzej Kulka – skrzypce, Andrzej Tatarski – fortepian, Andrzej Wróbel – wiolonczela: Apolinary Szeluto (1884–1966)
- Chór Filharmonii Narodowej, Sinfonia Varsovia – dyr. Jerzy Semkow, Warszawski Chór Chłopięcy, Elena Zaremba – alt: Gustav Mahler III Symfonia d-moll, Gustav Mahler XIII Symfonia d-moll
- Mariusz Patyra – skrzypce, Sinfonia Iuventus – dyr. Gabriel Chmura, Sinfonia Varsovia – dyr. Johannes Wildner: Henryk Wieniawski Koncerty Skrzypcowe – Mariusz Patyra
- Mariusz Patyra – skrzypce, Sinfonia Varsovia – dyr. Johannes Wildner: Paganini, Saint-Saëns, Massenet
- Mikołaj Pałosz – Cellovator
- Narodowa Orkiestra Symfoniczna Polskiego Radia w Katowicach, dyr. Jerzy Swoboda, dyr. Tadeusz Wojciechowski, Adam Wodnicki – fortepian – Kazimierz Serocki, Tadeusz Baird, Jan Krenz: Koncerty fortepianowe
- Orkiestra Symfoniczna Filharmonii Narodowej w Warszawie – dyr. Jerzy Salwarowski – Mieczysław Karłowicz Symfonia e-moll „Odrodzenie” op. 7
- Rafał Blechacz – Sonaty: Haydn, Beethoven, Mozart
- Sinfonia Varsovia – dyr. Jerzy Semkow – Anton Bruckner VII Symfonia E-dur

## Opera
- Various Artists – Opera 2008 (kompilacja)

## Musicale
- kino – Across the Universe, Mamma Mia!, High School Musical 3: Ostatnia klasa
- 15 marca polska prapremiera Upiora w Operze w teatrze muzycznym Roma
- Teatr Studio Buffo – Metro, Matematyka miłości, Romeo i Julia

## Filmy muzyczne
- Across the Universe
- High School Musical 3: Ostatnia klasa
- Mamma Mia!
- Step Up 2: The Streets
- Camp Rock

## Nagrody
- 10 lutego – 50. rozdanie Nagród Grammy
  - Nagranie: Rehab Amy Winehouse
  - Album: River: The Joni Letters Herbie Hancock
  - Debiutant: Amy Winehouse
- 20 lutego – 28. rozdanie Brit Awards
  - Zespół brytyjski: Arctic Monkeys
  - Zespół spoza Wysp: Foo Fighters
  - Album: Favourite Worst Nightmare Arctic Monkeys
  - Wybitny wkład w muzykę: Paul McCartney
- 24 maja – Konkurs Piosenki Eurowizji 2008 – Dima Biłan – „Believe”
- 6 czerwca – Grand Prix Jazz Melomani 2007, Łódź, Polska
- 9 września – ogłoszenie zwycięzcy nagrody Nationwide Mercury Prize 2008 – grupa Elbow za album The Seldom Seen Kid[82]